# NGC 1603
NGC 1603 je galaksija u zviježđu Eridanu.

## Vanjske poveznice
- SEDS: NGC 1603